# Дни Савелия
«Дни Савелия» — дебютный роман российского актёра и писателя Григория Служителя. Лауреат литературных премий «Большая книга» (вторая премия, 2019) и «Ясная Поляна» (приз читательских симпатий, 2019). 

## Сюжет
Сюжет книги разворачивается в Москве в окрестностях Таганки. Повествование ведётся от лица бездомного кота Савелия, который бродит в философских размышлениях по малоизвестным улочкам города, попадает в различные передряги и в конце концов находит смысл своей жизни.
Через всю книгу проводятся параллели жизненного пути кота с жизнью человека: первый хозяин — взросление и разлука с семьёй; служба ловцом крыс в Третьяковской галерее — служба в армии; та самая кошка, с которой вы как будто знали друг друга уже много лет, — настоящая любовь; бесприютные звери, с которыми становишься семьёй, — верные друзья.

## История создания
В начале 2010-х годов Григорию Служителю пришла идея написания романа о двух нищих, бредущих по Москве с Басманной улицы к Парку Горького. Однако его замысел «споткнулся» об отсутствие ядра, вокруг которого должно было строиться повествование. К написанию книги толчком стала смерть любимой кошки автора, которая стала прообразом подруги Савелия.
Написание своего дебютного романа Служитель закончил в январе 2018 года, а летом того же года он был выпущен в редакции Елены Шубиной. По признанию самого автора, «Дни Савелия» — это «признание в любви родному городу и дань памяти дорогим для меня кошачьим существам».
Роман «Дни Савелия» был переведён на эстонский, венгерский, сербский и итальянский языки.

## Критика
Рукопись романа открыл для широкого читателя Евгений Водолазкин; он же написал предисловие к книге:

Коты в литературе — тема не новая. Не буду перечислять всех, кто писал об этих священных животных, — от Кота Мурра Эрнста Теодора Гофмана и до Мури Ильи Бояшова. И вот теперь Савелий. Мы-то понимаем, что за котами всякий раз просвечивают человеки. Герои Служителя — кто бы они ни были, коты или люди — настоящие. Одинокие и страдающие, смеющиеся и любящие. Любовь в этом романе заслуживает особых слов. Она — так уж сложилось — платоническая. Самая высокая из всех любовей.
Книжный обозреватель журнала «Русский репортёр» Константин Мильчин сетует на то, что герой-повествователь в романе слишком по-человечески думает и излагает свои мысли:

Книга хорошая, хотя и грустная. Но вот беда — автор на самом деле не попытался до конца проникнуть в кошачье сознание, да, видимо, и не пытался это сделать. У героя оценки реальности, мотивации, взгляды на жизнь вполне человеческие. Хотелось бы чего-то более кошачьего.
Журналист Дмитрий Ольшанский критикует автора за отсутствие какой-либо осмысленности в выборе главного героя романа:

<…>писатель Служитель в своей неспособности создать героя, создать его мир и его язык оказывается настолько простодушен, что все время путается и сбивается: то кот у него оказывается всезнающим романтическим старомосковским интеллигентом, а то вдруг начинается фрагмент с «остранением», где делается попытка пересказать жизнь человеческую как бы «извне», но вскоре автор это дело бросает и его мнимый кот снова уходит в какие-то описания московских пейзажей и высокопарные рассуждения.
Критик Сергей Оробий призывает читателя рассматривать сам конструктивный принцип произведения:

Проза Служителя — это «проза актёра», а она столь же своеобразна, как, скажем, «проза поэта». Надпись на обложке гласит: роман этот — «о котах и людях: и те, и другие играют чью-то жизнь». Ключевое слово — «играют», понимаете? Играет сам автор, перевоплощаясь то в главного героя, то в его хозяев.
Оробию вторит и литературный обозреватель Владислав Толстов:

Искренняя, остроумная, какая-то чрезвычайно человеческая по интонации проза — даром что главный герой котик. Все претензии, что, мол, это такая игра в поддавки, и писать про котиков — значит, заведомо вызывать у читателя мимимишное настроение, а там, глядишь, любой текст прокатит, считаю несостоятельными. Сколько есть дурных текстов, написанных «от лица животного», а «Дни Савелия» мне понравились. Буду ждать следующую книгу Григория Служителя.

## Награды
- 2018 — «НОС», номинант[13]
- 2019 — «Национальный бестселлер», номинант[14]
- 2019 — «Большая книга», лауреат (вторая премия)[15]
- 2019 — «Ясная Поляна», лауреат (приз читательских симпатий)[16]
- 2020 — Московская Арт-премия, 1-е место (литературная номинация)[17]